# Пам'ятки культурної спадщини Великоберезовицької громади
У статті наведений перелік об'єктів культурної спадщини Великоберезовицької громади Тернопільського району Тернопільської области України.

## Пам'ятки археології
| №  | Назва                                    | Дата | Адреса | Охоронний номер | Документ про взяття на облік |
| -- | ---------------------------------------- | --- | --- | --------------- | --- |
| 1  | Поселення Велика Березовиця І            | ранній залізний вік (І тис. до н.е.) | смт Велика Березовиця, урочище Городи біля залізниці | 2792            | Розпорядження Представника Президента України у Тернопільській області від 25.06.1992 № 148                                             |
| 2  | Поселення Велика Березовиця ІІ           | черняхівська культура (кін. ІІ- поч. V ст. н. е.) | смт Велика Березовиця, правий берег р. Серет, південні околиці селища                                                                                            | 2793            | Наказ управління культури обласної державної адміністрації від 18.10.2005 № 112                                                         |
| 3  | Поселення Велика Березовиця ІІІ          | висоцька культура (ХІ-VI ст. до н. е.) | смт Велика Березовиця, урочище Поле, південно-східні околиці села                                                                                                | 1223            | Рішення виконкому Тернопільської обласної ради від 14.07.1989 № 162                                                                     |
| 4  | Поселення Велика Березовиця IV           | давньоруський час (ХІІ – ХІІІ ст.) | смт Велика Березовиця, південно-західні околиці селища, правий берег р. Серет                                                                                    | 1712            | Наказ управління культури обласної державної адміністрації від 27.01.2010 № 16                                                          |
| 5  | Стоянка Велика Березовиця V              | пізній палеоліт (40-10 тис. років тому) | смт Велика Березовиця, лівий берег р. Серет | 2790            | Наказ управління культури обласної державної адміністрації від 18.10.2005 № 112                                                         |
| 6  | Стоянка Велика Березовиця VI             | мезоліт (кінець ІХ-VI тис. до н. е.) | смт Велика Березовиця, на околиці селища, лівий берег р. Серет, в південній частині Тернополя                                                                    | 2791            | Наказ управління культури обласної державної адміністрації від 18.10.2005 № 112                                                         |
| 7  | Поселення Велика Лука І                  | ранньозалізний час (І тис. до н.е.), давньоруський час ХІІ – ХІІІ ст. | с. Велика Лука, за 2 км на північ від села, на східному схилі мису утвореного вигином правого берега р. Серет                                                    | 1954            | Наказ управління культури обласної державної адміністрації від 05.03.2013 № 26-од                                                       |
| 8  | Поховання Лучка І                        | пшеворська культура (І ст.. н.е.) | с. Лучка, територія бувшого лісництва |                 | Рішення виконкому Тернопільської обласної ради від 14.07.1989 № 162                                                                     |
| 9  | Стоянка Миролюбівка І                    | мезоліт (кінець ІХ-VI тис. до н. е.) | с. Миролюбівка, урочище “Кар’єр біля лісу”, лівий берег р. Серет                                                                                                 | 2846            | Наказ управління культури обласної державної адміністрації від 18.10.2005 № 112                                                         |
| 10 | Поселення Миролюбівка ІІ                 | висоцька культура (ХІ-VI ст. до н. е.); черняхівська культура (ІІІ- IV ст. н. е.); давньоруський час (ХІІ – ХІІІ ст.) | с. Миролюбівка, 400 м на захід від західних околиць села, урочище Безодня                                                                                        | 1467            | Наказ управління культури обласної державної адміністрації від 27.01.2010 № 16                                                          |
| 11 | Поселення Мишковичі І                    | бронзовий вік (кінець ІІІ-II тис. до н. е.) | с. Мишковичі, урочище “Заморощина”, лівий берег р. Серет | 2847            | Наказ управління культури обласної державної адміністрації від 18.10.2005 № 112                                                         |
| 12 | Поселення Мишковичі ІІ                   | західно-подільська група скіфського часу (ІІ пол. VII – V (можливо IV) ст. до н. е.) | с. Мишковичі, урочище Городи Лісництва | 1235            | Рішення виконкому Тернопільської обласної ради від 14.07.1989 № 162                                                                     |
| 13 | Поселення Мишковичі ІІІ                  | культура Ноа (ХІІІ-ХІІ ст. до н. е. ), голіградська культура (ХІ – VII ст. до н. е.), черняхівська культура (ІІІ- IV ст. н. е.), давньоруський час (Х-ХІІІ ст.) | с. Мишковичі, урочище Провалена | 2848            | Рішення виконкому Тернопільської обласної ради від 14.07.1989 № 162                                                                     |
| 14 | Поселення Мишковичі IV                   | культура кулястих амфор (сер. – ІІ пол. ІІІ тис. до н. е.); голіградська культура (ХІ-VII ст. до н. е.); західноподільська група скіфського часу (ІІ пол. VII – V (можливо IV) ст. до н. е.); черняхівська культура (ІІІ- IV ст. н. е.), райковецька культура (кінець VII – ІХ ст.); давньоруський час (Х-ХІІІ ст.) | с. Мишковичі, На північний захід від села, на мисі, утвореному вигином лівого берега р. Серет                                                                    | 2849            | Наказ управління культури обласної державної адміністрації від 18.10.2005 № 112                                                         |
| 15 | Курган Мишковичі V                       | культура невизначена | с. Мишковичі, південно-східні околиці села, урочище Провалена | 1546            | Наказ управління культури обласної державної адміністрації від 27.01.2010 № 16                                                          |
| 16 | Поселення Мишковичі VI                   | епоха бронзи – ранній залізний вік (І тис. до н.е.); давньоруський час (ХІІ – ХІІІ ст.) | с. Мишковичі, центральна частина села, ІІ надзаплавна тераса лівого берега р. Серет                                                                              | 1683            | Наказ управління культури обласної державної адміністрації від 27.01.2010 № 16                                                          |
| 17 | Поселення Мишковичі VII                  | ранньозалізний вік (І тис. до н.е.); давньоруський час (ХІІ-ХІІІ ст.). | с. Мишковичі, північні околиці села, навпроти південних околиць с. Буцнів, біля кар’єру                                                                          | 2073            | Наказ управління культури обласної державної адміністрації від 09.09.2016 № 121-од                                                      |
| 18 | Стоянка Настасів І                       | пізній палеоліт (40-10 тис. років тому) | с. Настасів, урочище “Городи”, на північ від села | 2851            | Наказ управління культури обласної державної адміністрації від 18.10.2005 № 112                                                         |
| 19 | Поселення Настасів ІІ                    | культура ноа (ХІІІ-ХІІ ст. до н. е. ) | с. Настасів, урочище “Третя долина” | 2850            | Наказ управління культури обласної державної адміністрації від 18.10.2005 № 112                                                         |
| 20 | Поселення Настасів IV                    | давньоруський час (ХІІ – ХІІІ ст.) | с. Настасів, 500 м на захід від західних околиць села, східна частина мису, утвореного правим берегом струмка і лівим бортом балки                               | 1468            | Наказ управління культури обласної державної адміністрації від 27.01.2010 № 16                                                          |
| 21 | Поселення Настасів V                     | давньоруський час (ХІІ – ХІІІ ст.) | с. Настасів, 500 м на південний-захід від західних околиць села, північно-східні схили витягнутого миса, утвореного правим берегом струмка та заболоченою балкою | 1469            | Наказ управління культури обласної державної адміністрації від 27.01.2010 № 16                                                          |
| 22 | Поселення Настасів VI                    | давньоруський час (ХІІ – ХІІІ ст.) | с. Настасів, 600 м на південний захід від західних околиць села, І – ІІ надзаплавні тераси східного схилу мису                                                   | 1470            | Наказ управління культури обласної державної адміністрації від 27.01.2010 № 16                                                          |
| 23 | Поселення Настасів VII                   | черняхівська культура (ІІІ- IV ст. н. е.); давньоруський час (ХІІ – ХІІІ ст.) | с. Настасів, між с. Настасів та с. Мар’янівка, південні схили лівого берега р. Нишла                                                                             | 1471            | Наказ управління культури обласної державної адміністрації від 27.01.2010 № 16                                                          |
| 24 | Могильник Острів І                       | черняхівська культура (ІІІ- IV ст. н. е.) | с. Острів, північні околиці села, північніше цегляного заводу і кар'єру по добуванню глини                                                                       | 1051            | Наказ управління культури обласної державної адміністрації від 27.01.2010 № 16                                                          |
| 25 | Поселення Острів ІІ                      | давньоруський час (ХІІ – ХІІІ ст.) | с. Острів, правий берег р. Серет, вул. Шкільна | 1358            | Наказ управління культури обласної державної адміністрації від 27.01.2010 № 16                                                          |
| 26 | Поселення Острів ІІІ                     | трипільська культура (VI – III тис. до н. е.), давньоруський час (ХІІ – ХІІІ ст.) | с. Острів, І – ІІ надзаплавні тераси правого берега р. Серет, приблизно 300 м на захід від мосту                                                                 | 1373            | Наказ управління культури обласної державної адміністрації від 27.01.2010 № 16                                                          |
| 27 | Поселення, ґрунтовий могильник Острів IV | трипільська культура (VI – III тис. до н. е.); ранній залізний вік (І тис. до н.е.); давньоруський час (ХІІ – ХІІІ т..) | с. Острів, приблизно 30 м на південь від школи села | 1374            | Наказ управління культури обласної державної адміністрації від 27.01.2010 № 16                                                          |
| 28 | Поселення Острів V                       | епоха бронзи – ранньозалізний час (І тис. до н.е.); давньоруська культура (ХІІ – ХІІІ ст.); | с. Острів, північні околиці села, нижче цегельного заводу, пологі схили правого берега р. Довжанка                                                               | 1784            | Наказ управління культури обласної державної адміністрації від 24.03.2011 № 36, Наказ Міністерства культури України від 23.01.2012 № 51 |
| 29 | Могильник Петриків І                     | висоцька культура (ХІ-VI ст. до н. е.) | с. Петриків, урочище Пшеп’юри (Ковбаси) | 2854            | Рішення виконкому Тернопільської обласної ради від 14.07.1989 № 162                                                                     |
| 30 | Поселення Петриків ІІ                    | висоцька культура (ХІ-VI ст. до н. е.) | с. Петриків, урочище “Город лісничий”, правий берег р. Серет | 2855            | Наказ управління культури обласної державної адміністрації від 18.10.2005 № 112                                                         |
| 31 | Поселення Серединки І                    | черняхівська культура (ІІІ- IV ст. н. е.) | с. Серединки, 1,5 км на південь від села, на південних схилах мису, по лівому березі струмка                                                                     | 1953            | Наказ управління культури обласної державної адміністрації від 05.03.2013 № 26-од                                                       |

## Пам'ятки архітектури
| №  | Назва                                      | Дата           | Адреса       | Охоронний номер | Документ про взяття на облік                                         |
| -- | ------------------------------------------ | -------------- | ------------ | --------------- | -------------------------------------------------------------------- |
| 1. | Костел (мур.)                              | XVIII ст.      | с. Буцнів    | 1933            | розпорядження Представника Президента України від 22.02.1993 р. № 58 |
| 2. | Церква св. Петра і Павла (мур.)            | 1774 р.        | с. Буцнів    | 1598/1          | постанова Ради Міністрів УРСР від 06.09.1979 р. № 442                |
| 3. | Дзвіниця церкви св. Петра і Павла (мур.)   | початок ХХ ст. | с. Буцнів    | 1598/2          | постанова Ради Міністрів УРСР від 06.09.1979 р. № 442                |
| 4. | Церква Введення (мур.)                     | 1901-1903 р.   | с. Лучка     | 1920            | розпорядження Представника Президента України від 22.02.1993 р. № 58 |
| 5. | Церква Покрови Пресвятої Діви Марії (мур.) | 1750 р.        | с. Мишковичі | 1919            | розпорядження Представника Президента України від 22.02.1993 р. № 58 |
| 6. | Церква св. Іллі (мур.)                     | 1903 р.        | с. Петриків  | 1931            | розпорядження Представника Президента України від 22.02.1993 р. № 58 |
| 7. | Костел (мур.)                              | XVIII ст.      | с. Петриків  | 231             | рішення Тернопільського облвиконкому від 25.01.1989 № 15             |

## Пам'ятки історії
| №  | Назва | Дата                             | Адреса                                                                  | Охоронний номер | Документ про взяття на облік |
| -- | --- | -------------------------------- | ----------------------------------------------------------------------- | --------------- | --- |
| 1  | Пам'ятний знак (хрест) на честь скасування панщини                                                                             |                                  | с. Буцнів, біля церкви                                                  | 1876            | Розпорядження Представника Президента України в Тернопільській області від 25.06.1992 р. № 148 |
| 2  | Пам'ятний знак воїнам-землякам, які загинули в роки Другої світової війни                                                      | 1985 р.                          | с. Буцнів, центр                                                        | 1031            | Рішення виконкому Тернопільської обласної ради від 26.08.1986 р. № 250 |
| 3  | Пам'ятний знак воїнам-землякам, які загинули в роки Другої світової війни                                                      | 1974 р.                          | с. Велика Лука, біля сільської ради                                     | 697             | Рішення виконкому Тернопільської обласної ради від 12.06.1978 р. № 286 |
| 4  | Могила турецьких воїнів | XVII ст.                         | с. Лучка, на подвір’ї за дитячим садком, біля водонапірної башти        | 578             | Рішення виконкому Тернопільської обласної ради від 22.03.1971 р. № 147 |
| 5  | Пам'ятний знак (хрест) на честь скасування панщини                                                                             | 1848 р.                          | с. Миролюбівка, подвір'я церкви                                         | 4424-Тр (3250)  | Наказ управління культури Тернопільської обласної державної адміністрації від 24.03.2011 р. № 36, Наказ управління культури Тернопільської обласної державної адміністрації від 05.04.2012 р. № 42 |
| 6  | Пам'ятний знак (хрест) на честь святого Димитрія                                                                               | 1905 р.                          | с. Миролюбівка, подвір'я церкви                                         | 4423-Тр (3251)  | Наказ управління культури Тернопільської обласної державної адміністрації від 24.03.2011 р. № 36, Наказ управління культури Тернопільської обласної державної адміністрації від 05.04.2012 р. № 42 |
| 7  | Пам'ятний знак воїнам-землякам, які загинули в роки Другої світової війни                                                      | 1985 р.                          | с. Миролюбівка, територія господарського двору                          | 985             | Рішення виконкому Тернопільської обласної ради від 26.08.1986 р. № 250 |
| 8  | Школа, в якій навчався футболіст, майстер спорту міжнародного класу Вишневський Іван Євгенович                                 | Меморіальна дошка, лютий 2007 р. | с. Миролюбівка, школа                                                   | 3249            | Наказ управління культури Тернопільської обласної державної адміністрації від 24.03.2011 р. № 36                                                                                                   |
| 9  | Пам'ятний знак воїнам-землякам, які загинули в роки Другої світової війни                                                      | 1975 р.                          | с. Мишковичі                                                            | 698             | Рішення виконкому Тернопільської обласної ради від 12.06.1978 р. № 286 |
| 10 | Пам'ятний знак (хрест) на честь скасування панщини                                                                             | 1848 р.                          | с. Мишковичі, кладовище                                                 | 4382-Тр         | Наказ Міністерства культури України від 23.01.2012 р. № 51 |
| 11 | Пам'ятний знак (хрест) на честь скасування панщини                                                                             |                                  | с. Настасів, головна дорога, з правого боку, за мостом                  | 1882            | Розпорядження Представника Президента України в Тернопільській області від 25.06.1992 р. № 148 |
| 12 | Могила підпільників Кравченка Я., Куриці І.                                                                                    | 1944 р.                          | с. Настасів, кладовище, від дзвіниці 40 м, з правого боку від входу     | 580             | Рішення виконкому Тернопільської обласної ради від 22.03.1971 р. № 147 |
| 13 | Могила учасника повстання на броненосці „Потьомкін” Кухаренка М.                                                               | 1968 р.                          | с. Настасів, кладовище, кут протилежний від входу                       | 890             | Рішення виконкому Тернопільської обласної ради від 22.03.1971 р. № 147 |
| 14 | Пам'ятний знак (хрест) на честь скасування панщини                                                                             |                                  | с. Острів, роздоріжжя біля церкви                                       | 3245            | Наказ управління культури Тернопільської обласної державної адміністрації від 27.01.2010 р. № 16                                                                                                   |
| 15 | Братська могила воїнів Радянської армії                                                                                        | 1975 р.                          | с. Петриків, вул. Лісова, кладовище в куті                              | 700             | Рішення виконкому Тернопільської обласної ради від 12.06.1978 р. № 286 |
| 16 | Пам’ятне місце розстрілів євреїв у 1943 р.                                                                                     | 1992 р.                          | с. Петриків, вул. Тернопільська, напроти магазину „Берегиня”            | 1884            | Рішення виконкому Тернопільської обласної ради від 19.08.1994 р. № 14 |
| 17 | Пам'ятний знак (хрест) на честь скасування панщини                                                                             | 1848 р.                          | с. Петриків, центр, вул. Шептицького, 68, садиба Олійник Віри Романівни | 4384-Тр (3235)  | Наказ управління культури Тернопільської обласної державної адміністрації від 27.01.2010 р. № 16, Наказ Міністерства культури України від 23.01.2012 р. № 51                                       |
| 18 | Могила о. Скоморовського Йосифа                                                                                                | 1891 р.                          | смт Велика Березовиця, кладовище                                        | 1888            | Розпорядження Представника Президента України в Тернопільській області від 25.06.1992 р. № 148 |
| 19 | Могила Герети І.П.-археолога, мистецтвознавця, громадсько-політичного діяча, заслуженного діяча мистецтв України               | 2008 р.                          | смт Велика Березовиця, кладовище                                        | 3226            | Наказ управління культури Тернопільської обласної державної адміністрації від 27.01.2010 р. № 16                                                                                                   |
| 20 | Могила громадсько-політичного діяча о. Герети Петра                                                                            | 1974 р.                          | смт Велика Березовиця, кладовище                                        | 1877            | Розпорядження Представника Президента України в Тернопільській області від 25.06.1992 р. № 148 |
| 21 | Пам'ятний знак на честь врятування дочки місцевого пана від вовків (скульптура Матері Божої та постамент із сюжетним рельєфом) | 18 ст.                           | смт Велика Березовиця, на межі сіл Петриків, Острів, Велика Березовиця  | 4374-Тр (3225)  | Наказ управління культури Тернопільської обласної державної адміністрації від 27.01.2010 р. № 16, Наказ Міністерства культури України від 23.01.2012 р. № 51                                       |
| 22 | Пам'ятний знак (хрест) на честь скасування панщини                                                                             | відновлено 1989 р.               | смт Велика Березовиця,, вул. Родини Геретів, 27, центр, на роздоріжжі   | 4373-Тр (3227)  | Наказ управління культури Тернопільської обласної державної адміністрації від 27.01.2010 р. № 16, Наказ Міністерства культури України від 23.01.2012 р. № 51                                       |

## Пам'ятки монументального мистецтва
| № | Назва                                                                                          | Дата    | Адреса                                                                 | Охоронний номер | Документ про взяття на облік |
| - | ---------------------------------------------------------------------------------------------- | ------- | ---------------------------------------------------------------------- | --------------- | --- |
| 1 | Пам’ятник академіку, мовознавцю, літературознавцю, фольклористу Студинському Кирилу Йосиповичу | 1993 р. | с. Кип’ячка, біля школи                                                | 3051            | Рішення виконкому Тернопільської обласної ради від 19.08.1994 р. № 14, Наказ управління культури Тернопільської обласної державної адміністрації від 27.01.2010 р. № 16 |
| 2 | Пам’ятник українській письмениці Лесі Українці                                                 | 1994    | с. Миролюбівка, біля школи                                             | 3252            | Наказ управління культури Тернопільської обласної державної адміністрації від 24.03.2011 р. № 36                                                                        |
| 3 | Пам’ятник географу, організатору освіти, громадському діячеві Теслі Івану                      | 2005 р. | с. Настасів, біля школи                                                | 3047            | Наказ управління культури Тернопільської обласної державної адміністрації від 27.01.2010 р. № 16                                                                        |
| 4 | Пам’ятник поету, письменнику, художнику Шевченку Тарасу Григоровичу                            | 1969 р. | с. Настасів, вул. Шевченка, роздоріжжя в напрямку ТОВ „Агропродсервіс” | 699             | Рішення виконкому Тернопільської обласної ради від 22.03.1971 р. № 147                                                                                                  |
| 5 | Пам’ятник поету, письменнику, художнику Шевченку Тарасу Григоровичу                            | 1993 р. | смт Велика Березовиця, за мостом через р. Серет                        | 2989            | Рішення виконкому Тернопільської обласної ради від 19.08.1994 р. № 14                                                                                                   |